# 南本町通
南本町通（みなみほんまちどおり）は神戸市中央区の町名の一つ。区の東部、生田川の下流左岸に位置する住宅・工業地域。一～六丁目がある。

## 地理
工場・集合住宅の立ち並ぶ住宅・工業地域。
町域は生田川の西に沿って東北東－西南西方向に細長い形をしており、東から順に一～六丁目に分かれている。
四丁目に専称寺が、五丁目に新生田川住宅、えんぴつの家（福祉施設）および葺合公民館別館が、六丁目に新生田川住宅と神戸南本町郵便局がある。
北で北本町通と、南東で脇浜海岸通と、南西で真砂通と、西で生田川を挟んで御幸通とそれぞれ隣接している。

## 歴史
元は神戸市葺合町の一部。
明治34年（1901年）、耕地整理で道路網が整備されて町名がつけられた。
当初の町名は「葺合」を冠した葺合南本町通（ふきあいみなみほんまちどおり）で、初め神戸市の町名、昭和6年（1931年）の区制施行で神戸市葺合区の町名となった時に南本町通となり、葺合区と生田区が合併した昭和55年（1980年）からは神戸市中央区の町名となっている。昭和29～33年（1954～1958年）にかけて川崎製鉄が地先を埋め立てて造った葺合港湾埋立地を昭和34年（1959年）に編入。昭和47年（1972年）、一部が脇浜海岸通となった。
町名の由来は西国街道に沿った南側にあることからで、北隣の北本町通と共に往還沿いで家も古くから集中していた。
かつてこの一帯は新川スラムと呼ばれる貧民窟で、明治42年（1909年）に社会運動家として知られる賀川豊彦が居を構えて運動を始めている。
明治43年（1910年）に神戸電気鉄道が春日野道～兵庫駅前間で営業開始、これが後の神戸市電であり、同鉄道は昭和46年（1971年）までに全廃となった。

## 統計
- 平成22年（2010年）の世帯数658・人口1,056[1]。
- 昭和60年（1985年）の世帯数738・人口1,774[2]。
- 昭和35年（1960年）の世帯数1,019・人口4,028[4]。
- 大正9年（1920年）の世帯数778・人口3,700[4]。